# Institut svobody a demokracie

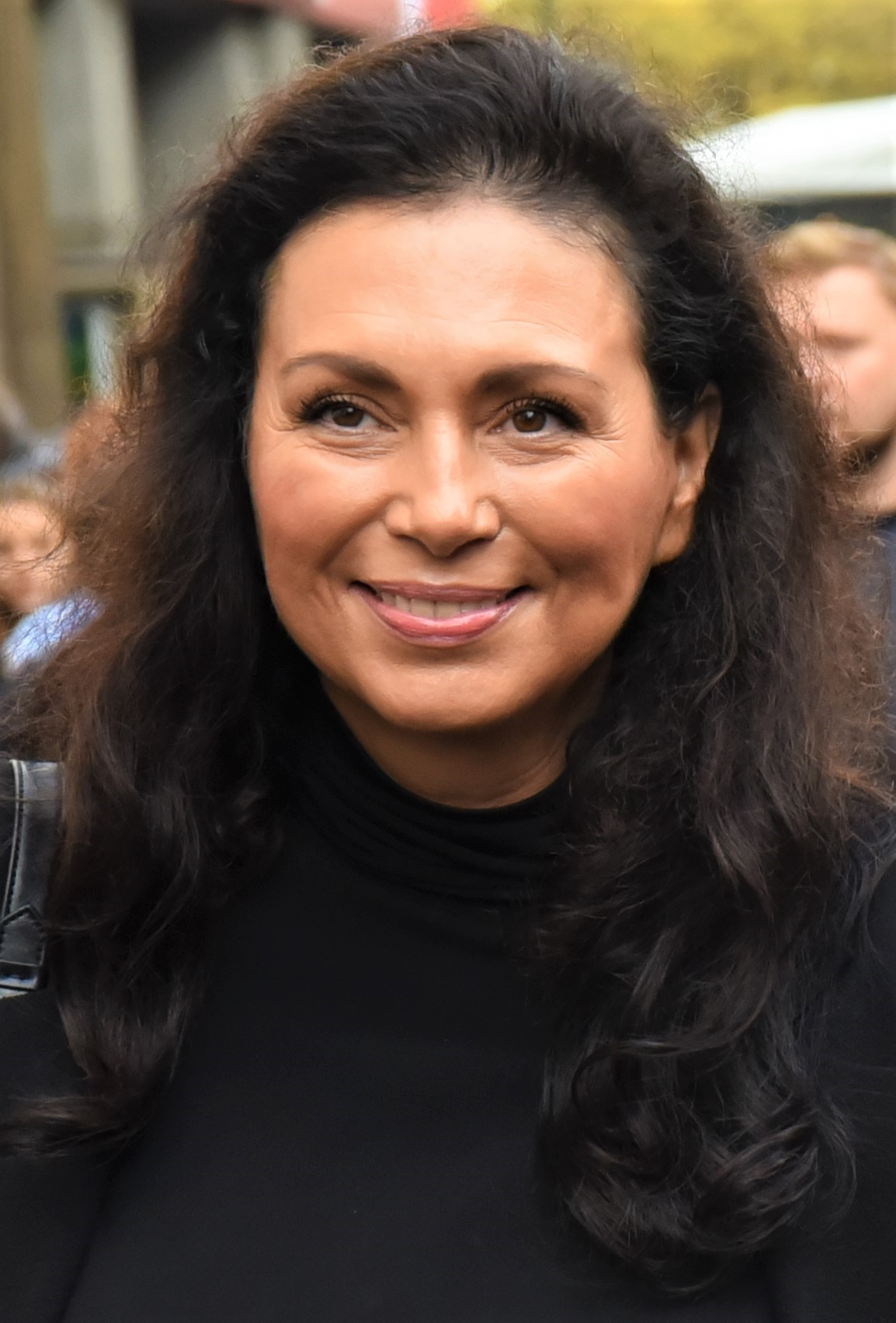
Jana Bobošíková, zakladatelka institutu

Institut svobody a demokracie, z. ú. (ISDe) je think tank založený novinářkou Janou Bobošíkovou na konci roku 2019. V médiích pro něj bývá používána zkratka Institut Bobošíkové
(ta se tituluje prezidentkou institutu). Největší podíl na činnosti institutu představují na jeho webových stránkách zveřejňované výzvy, s kterými se institut obrací na různé veřejné instituce. V jeho správní radě zasedají Pavla Drahoňovská a Hana Lipovská.[zdroj?]

## Působení institutu
ISDe bylo zapsáno do veřejného rejstříku ústavů vedeného Městským soudem v Praze dne 12. prosince 2019. Poprvé na jeho existenci upozornil Newsletter novináře Davida Klimeše.
Na svých webových stránkách se institut v nesignovaných článcích vyjadřuje k různým tématům v politice nebo ekonomii.[zdroj?]
Do mediálního zájmu se ISDe dostal prostřednictvím členky správní rady Hany Lipovské, která byla poslaneckou sněmovnou zvolena za členku Rady České televize. Za svou poradkyni v pozici radní ČT si Lipovská zvolila Janu Bobošíkovou zaštítěnou Institutem svobody a demokracie. Na prvním zasedání Rady ČT s novými radními (včetně Hany Lipovské) byla projednávána stížnost Jany Bobošíkové, ve které žádala odvolání dvou členů Rady ČT – Reného Kühna a Zdeňka Šarapatky. Sama Bobošíková v České televizi dlouhodobě působila a byla jednou z ústředních postav krize v České televizi na přelomu let 2000 a 2001, kdy bylo podle části jejího příjmení České televizi přezdíváno Bobovize.
Na myšlenku založení institutu Janu Bobošíkovou údajně přivedl návrat k žurnalistice, konkrétně působení v internetové televizi XTV spjaté s členem Rady ČT Lubošem Xaverem Veselým, který byl zvolen ve stejný den jako Hana Lipovská.